# کیا ونگا
کیا ونگا (Kia Venga) خودرویی است که در بدنه B-segment MPV که بر اساس نسل قبلی ریو ساخته شده توسط خودرو ساز کره ای کیا تولید شد.
این خودرو توسط  Peter Schreyer براساس ماشین مفهومی No3 طراحی شده.این خودرو در سال ۲۰۰۹ در نمایشگاه فرانکفورت همراه با کیا سول به نمایش گذاشته شد.
این خودرو در کلاس مینی ام‌پی‌وی قرار گرفته، طراحی آن خودروهای موتور جلو-محور جلو بوده طول آن در حالت طبیعی ۴٬۰۶۸ میلیمتر (۱۶۰٫۲ اینچ) و عرض آن در حالت طبیعی ۱٬۷۶۵ میلیمتر (۶۹٫۵ اینچ) و ارتفاع آن در حالت طبیعی ۱٬۶۰۰ میلیمتر (۶۳٫۰ اینچ) است. سیستم جعبه‌دندهٔ آن ۴ دنده به دو صورت خودکار و دستی است.